# 有楽グループ
有楽グループ（ゆうらくグループ）は、愛知県の知多半島を中心に展開しているパチンコチェーン店、またそれらを運営するグループ企業。

## 概要
1962年(昭和37年)に設立し、2012年8月現在で愛知県の知多半島を中心に豊明市、大府市などに15店舗を展開している。

## 沿革
- 1965年12月 - 有楽センター(本店)開店。
- 1970年08月 - 新保観光有限会社設立。
- 1973年12月 - 有美観光有限会社設立。
- 1974年07月 - 駅前店(旧ニュー駅前ホール)開店。
- 1975年12月 - 名和店(旧名和ホール)開店。
- 1976年12月 - 口田店(旧ニュー有楽)開店。
- 1982年
  - 08月 - 住吉北店(旧住吉店)開店。
  - 11月 - 冨士宮観光有限会社を設立。
  - 11月 - 森岡店(旧大府店)開店。
- 1983年11月 - 阿野店(旧豊明店)開店。
- 1987年12月 - 砂川店(旧武豊店)開店。
- 1988年
  - 4月 - 豊浜店開店。
  - 6月 - 大東店(旧ニュー大府店)開店。
- 1990年12月 - 衣浦店開店。
- 1993年12月 - 共和店開店。
- 1994年08月 - 新田店(旧ニュー豊明店)・住吉南店(ニュー住吉店)開店。
- 2005年07月 - 東浜店開店。
- 2010年08月 - りんくう店開店。

## グループ会社
- 新保観光有限会社
- 有美観光有限会社
- 冨士宮観光有限会社

## 関連会社
- 日本テレコム警備株式会社
- 中部観光有限会社
- 有限会社オトタ